# Роменский детинец
Роменский детинец — детинец древнерусского Ромена, ныне известного как Ромны (Сумская область, Украина). 

## Городище в урочище Монастырище

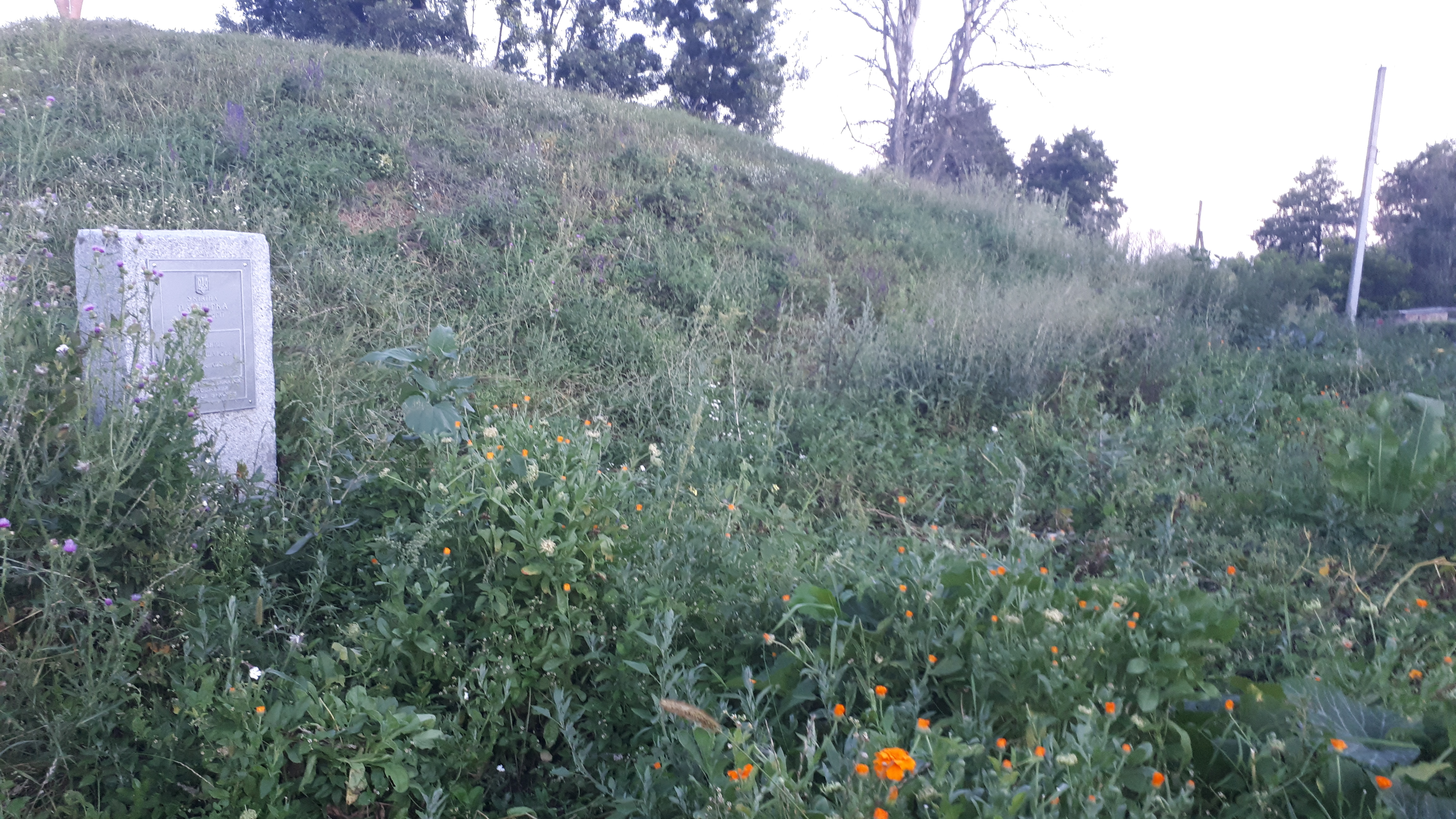
Городище в урочище Монастырище

Первым поселением на территории нынешних Ромен являлось городище в урочище Монастырище, расположенное в северо-восточной части города на правом берегу реки Ромен. Именно здесь при раскопках Н. Е. Макаренко выделил славянскую раннесредневековую культуру, названную по месту первых находок роменской. Местным славянским племенем, связываемым с роменской культурой и заложившим поселение, были северяне. Городище расположено на стрелке низкого мыса, далеко вдающегося в болотистую пойму. Площадка поселения яйцевидная в плане (75×44 м) и укреплена с напольной стороны дугообразным валом высотой 1,5 м, а также рвом шириной 4 м и глубиной 1,5 м. Прекращение жизни на городище Монастырище происходит в первой половине XI века.

## Древнерусский детинец
После вхождения территории Ромен в состав Древнерусского государства в X веке на высоком мысу правого берега Сулы было основано более обширное укрепление. Ныне это место известно как урочище Подгородок. С востока мыс сформирован склоном береговой террасы, с запада — оврагом. Высота над уровнем поймы составляет 45—50 м. С северной стороны расположен сильно расплывшийся вал шириной 15 м и высотой 1,2—1,4 м. Размеры городища составляют 170×55 м. Памятник был исследован В. Г. Ляскоронским, О. В. Сухобоковым, Ю. Ю. Моргуновым.
Первыми обитателями также стали северяне. Летописный Ромен был впервые упомянут в «Поучении» Владимира Мономаха под 1096 годом. Относился к северной части Посульской оборонительной линии. В ХI-XIII веках детинец был перестроен. По периметру были поставлены городни, с напольной стороны, скорее всего, располагались клети, заполненные землёй. Расположение города практически на границе половецкой степи делало население уязвимым в случае нападения кочевников. Площадь детинца составляла менее одного га, что было мало для защиты всех жителей. В 1239 году Ромен был сожжён и разрушен в ходе монгольского нашествия на Русь.
В начале XVII века по инициативе князя Самуила Корецкого была построена новая Роменская крепость. Территория старого городища стала в ней так называемым Малым острогом, тогда как Большой острог был расположен к северу (урочище Замок).